# Cimetière Saint-James (Toronto)
Pour les articles homonymes, voir Cimetière Saint-James.

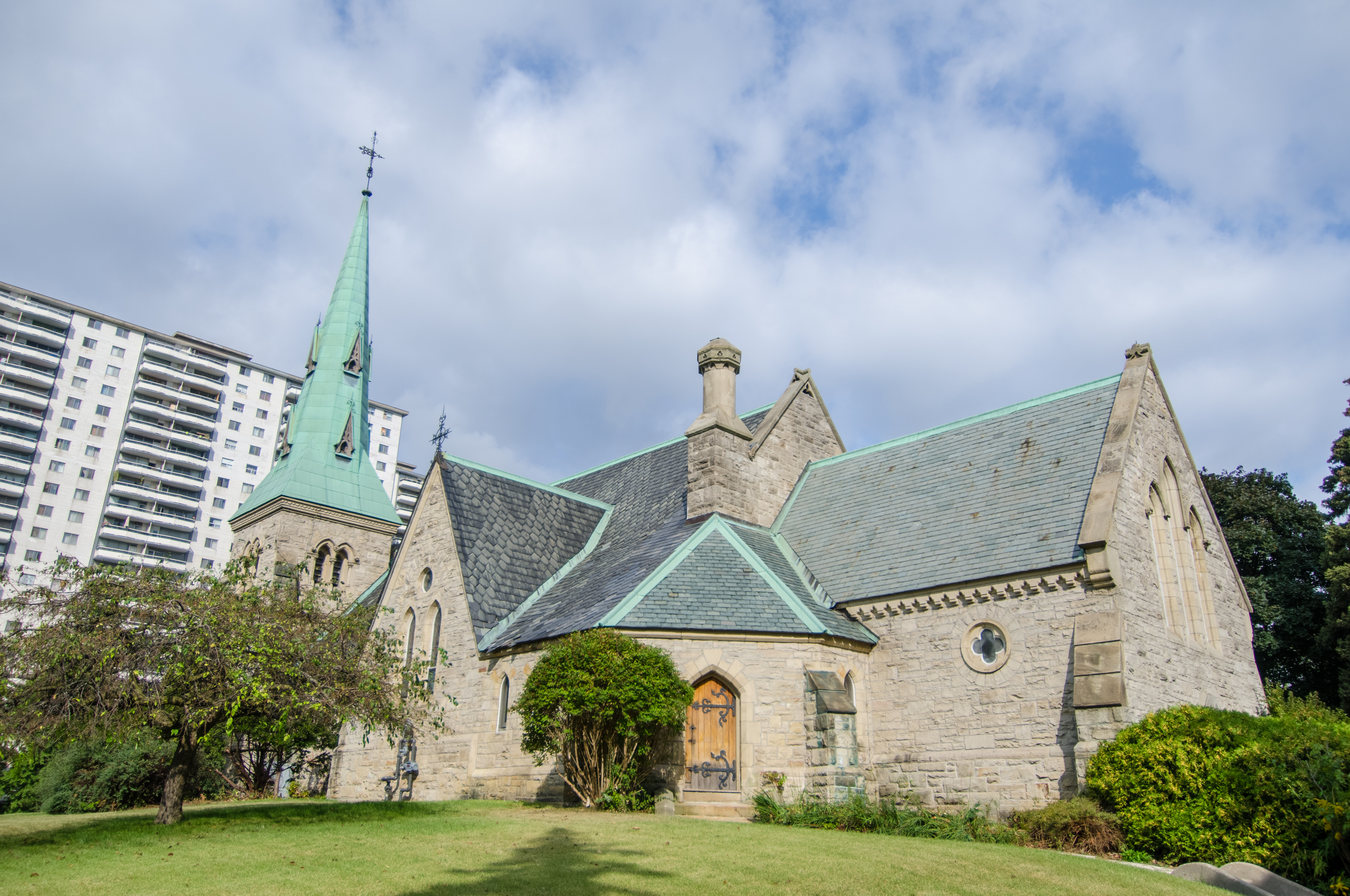
La chapelle St. James-the-Less.

Le cimetière Saint-James est le plus vieux cimetière de Toronto toujours en opération.

## Histoire

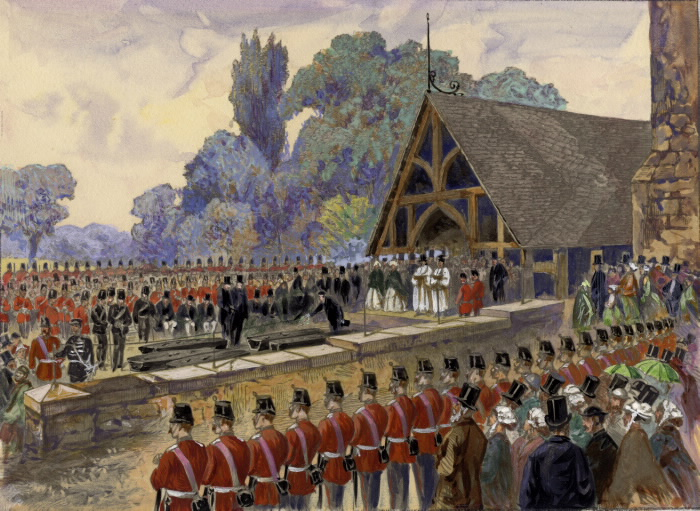
Funérailles en 1866.

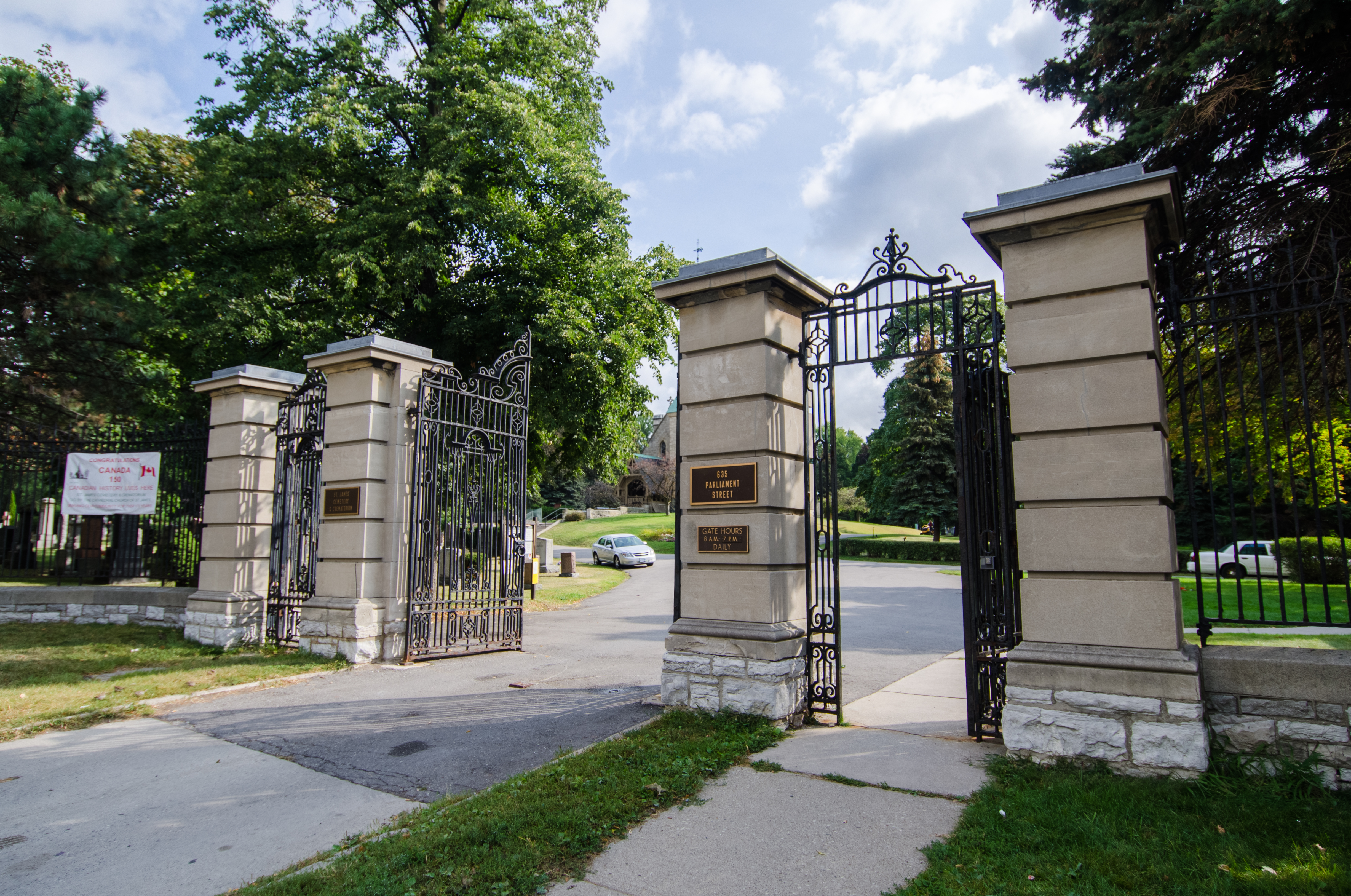
Entrée du cimetière.

Le cimetière est ouvert en 1844.

## Personnalités inhumées
- Robert Baldwin
- Edward Blake
- James Cockburn
- George Goulding
- Peter Gzowski
- William Ralph Meredith
- William Pearce Howland
- William Thomas
- Goldwin Smith
- John Robarts